# 列維-奇維塔符號
列維-奇維塔符號（Levi-Civita symbol），又稱列維-奇維塔ε，為一在線性代數，張量分析和微分幾何等數學範疇中常見到的符號。對於正整數 n ，它以1, 2, ..., n 所形成排列的奇偶性來定義。它以義大利數學家和物理學家图利奥·列维-齐维塔命名。其他名稱包括排列符號、反對稱符號與交替符號。這些名稱與它排列和反對稱的性質有關。
列維-奇維塔符號的標準記號是希臘小寫字母 ε 或 ϵ ，較不常見的也有以拉丁文小寫 e 記號。下標符能與張量分析兼容的方式來顯示排列：
{\displaystyle \varepsilon _{a_{1}a_{2}\cdots a_{n}}}
其中每個下標指標 a1, a2, ..., an 取值介乎 1 到 n 。在 εa1a2...an 中，共有 nn 個指標排列，可以排成為一個 n 維陣列。
當任何兩個指標相等，則定義符號值等於 0 ：
{\displaystyle \varepsilon _{\cdots a_{p}\cdots a_{p}\cdots }=0}；
當全部指標都不相等時，我們定義：
{\displaystyle \varepsilon _{a_{1}a_{2}\cdots a_{n}}=(-1)^{p}\varepsilon _{12\cdots n}}，
其中 p 稱為「排列的奇偶性」 (parity of permutation)，是要將 a1, a2, ..., an 變換成自然次序 1, 2, ..., n ，所需的對換次數。而因子 (−1)p 被稱為「排列正負號」 (signum of permutation)。這裡， ε12...n 的值必須有定義，否則其他特定排列的符號值將無法確定。大多數作者選擇 +1 作為自然次序的值：
{\displaystyle \varepsilon _{12\cdots n}=+1}。
在本文中，也將使用這個定義。
從定義可知，當任何兩個指標互換，則須加上負號：
{\displaystyle \varepsilon _{\cdots a_{p}\cdots a_{q}\cdots }=-\varepsilon _{\cdots a_{q}\cdots a_{p}\cdots }}。
這稱為「完全反對稱性」。
“n 維列維-奇維塔符號”一詞是指符號上的指標數 n ，和所討論的向量空間維度相符，其中可指歐幾里得空間或非歐幾里得空間，例如 R3 的 n = 3 或閔可夫斯基空間的 n = 4 。
列維-奇維塔符號的值，與參考座標系無關。此外，這裡使用「符號」一詞。強調了它並不是一個張量；然而，它可以被理解為張量的密度。
列維-奇維塔符號可用來表示正方矩陣的行列式，及三維歐幾里德空間中的兩個向量的叉積。

## 定義
列維-奇維塔符號最常用於三維和四維，並在一定程度上用於二維，因此在定義一般情況之前，先給出這些符號值。

### 二維
在二維中，列維-奇維塔符號定義如下：
| {\displaystyle \varepsilon _{ij}={\begin{cases}+1\\-1\\0\end{cases}}\,} | 當 {\displaystyle \left(i,j\right)=\left(1,2\right)} |
| {\displaystyle \varepsilon _{ij}={\begin{cases}+1\\-1\\0\end{cases}}\,} | 當 {\displaystyle \left(i,j\right)=\left(2,1\right)} |
| {\displaystyle \varepsilon _{ij}={\begin{cases}+1\\-1\\0\end{cases}}\,} | 當 {\displaystyle i=j}                               |
這些值可以排列成 2×2 反對稱矩陣：
{\displaystyle {\begin{pmatrix}\varepsilon _{11}&\varepsilon _{12}\\\varepsilon _{21}&\varepsilon _{22}\end{pmatrix}}={\begin{pmatrix}0&1\\-1&0\end{pmatrix}}}
相對於其他維度，二維的列維-奇維塔符號並不常見，雖然在某些專門的主題，如超對稱和扭量理論中，談及2-旋量時會用到。

### 三維

對於 ε_{ijk} 的指標 (i, j, k) ，數字 1, 2, 3 在 循環排列的次序，對應 ε = +1。在 反循環排列的次序，則對應 ε = −1。其餘情況下， ε = 0。

三維以上的列維-奇維塔符號更常使用。在三維中，列維-奇維塔符號定義如下：
| {\displaystyle \varepsilon _{ijk}={\begin{cases}+1\\-1\\0\end{cases}}\,} | 當 {\displaystyle \left(i,j,k\right)=\left(1,2,3\right)} 、 {\displaystyle \left(2,3,1\right)} 或 {\displaystyle \left(3,1,2\right)} |
| {\displaystyle \varepsilon _{ijk}={\begin{cases}+1\\-1\\0\end{cases}}\,} | 當 {\displaystyle \left(i,j,k\right)=\left(3,2,1\right)} 、 {\displaystyle \left(2,1,3\right)} 或 {\displaystyle \left(1,3,2\right)} |
| {\displaystyle \varepsilon _{ijk}={\begin{cases}+1\\-1\\0\end{cases}}\,} | 當 {\displaystyle i=j} 、 {\displaystyle j=k} 或 {\displaystyle i=k}                                                                 |
也就是說，如果 (i, j, k) 是 (1, 2, 3) 的偶排列，則符號值為 +1 。如果是奇排列，則符號值為 −1 。如果任何兩個索引重複，則符號值為 0 。
僅在三維中， (1, 2, 3) 的循環排列都是偶排列，反循環排列都是奇排列。這意味著在三維中，僅觀察 (i, j, k) 是 (1, 2, 3) 的循環排列，還是反循環排列，就足以分辨其奇偶性。
類似於二維矩陣，三維列維-奇維塔符號的值可以排成 3×3×3 陣列：
其中 i 是深度 (藍色: i = 1; 紅色: i = 2; 綠色: i = 3) ， j 是橫行，k 是直列。
以下是一些例子：
{\displaystyle {\begin{aligned}\varepsilon _{\color {BrickRed}{1}\color {Violet}{3}\color {Orange}{2}}=-\varepsilon _{\color {BrickRed}{1}\color {Orange}{2}\color {Violet}{3}}&=-1\\\varepsilon _{\color {Violet}{3}\color {BrickRed}{1}\color {Orange}{2}}=-\varepsilon _{\color {Orange}{2}\color {BrickRed}{1}\color {Violet}{3}}&=-(-\varepsilon _{\color {BrickRed}{1}\color {Orange}{2}\color {Violet}{3}})=1\\\varepsilon _{\color {Orange}{2}\color {Violet}{3}\color {BrickRed}{1}}=-\varepsilon _{\color {BrickRed}{1}\color {Violet}{3}\color {Orange}{2}}&=-(-\varepsilon _{\color {BrickRed}{1}\color {Orange}{2}\color {Violet}{3}})=1\\\varepsilon _{\color {Orange}{2}\color {Violet}{3}\color {Orange}{2}}=-\varepsilon _{\color {Orange}{2}\color {Violet}{3}\color {Orange}{2}}&=0\end{aligned}}}

### 四維
在四維中，列維-奇維塔符號定義如下：
| {\displaystyle \varepsilon _{ijkl}={\begin{cases}+1\\-1\\0\end{cases}}\,} | 當 {\displaystyle \left(i,j,k,l\right)=\left(1,2,3,4\right)} 的偶排列 |
| {\displaystyle \varepsilon _{ijkl}={\begin{cases}+1\\-1\\0\end{cases}}\,} | 當 {\displaystyle \left(i,j,k,l\right)=\left(1,2,3,4\right)} 的奇排列 |
| {\displaystyle \varepsilon _{ijkl}={\begin{cases}+1\\-1\\0\end{cases}}\,} | 其餘情況，即任意兩個指標相等                                          |
這些值可以排成 4×4×4×4 陣列，然而四維以上較難描繪出示意圖。
以下是一些例子：
{\displaystyle {\begin{aligned}\varepsilon _{\color {BrickRed}{1}\color {RedViolet}{4}\color {Violet}{3}\color {Orange}{\color {Orange}{2}}}=-\varepsilon _{\color {BrickRed}{1}\color {Orange}{\color {Orange}{2}}\color {Violet}{3}\color {RedViolet}{4}}&=-1\\\varepsilon _{\color {Orange}{\color {Orange}{2}}\color {BrickRed}{1}\color {Violet}{3}\color {RedViolet}{4}}=-\varepsilon _{\color {BrickRed}{1}\color {Orange}{\color {Orange}{2}}\color {Violet}{3}\color {RedViolet}{4}}&=-1\\\varepsilon _{\color {RedViolet}{4}\color {Violet}{3}\color {Orange}{\color {Orange}{2}}\color {BrickRed}{1}}=-\varepsilon _{\color {BrickRed}{1}\color {Violet}{3}\color {Orange}{\color {Orange}{2}}\color {RedViolet}{4}}&=-(-\varepsilon _{\color {BrickRed}{1}\color {Orange}{\color {Orange}{2}}\color {Violet}{3}\color {RedViolet}{4}})=1\\\varepsilon _{\color {Violet}{3}\color {Orange}{\color {Orange}{2}}\color {RedViolet}{4}\color {Violet}{3}}=-\varepsilon _{\color {Violet}{3}\color {Orange}{\color {Orange}{2}}\color {RedViolet}{4}\color {Violet}{3}}&=0\end{aligned}}}

### 推廣到高維
更一般地推廣到 n 維中，則列維-奇維塔符號的定義為：
| {\displaystyle \varepsilon _{a_{1}a_{2}a_{3}\ldots a_{n}}={\begin{cases}+1\\-1\\0\end{cases}}} | 當 {\displaystyle (a_{1},a_{2},a_{3},\ldots ,a_{n})} 是 {\displaystyle (1,2,3,\dots ,n)} 的偶排列 |
| {\displaystyle \varepsilon _{a_{1}a_{2}a_{3}\ldots a_{n}}={\begin{cases}+1\\-1\\0\end{cases}}} | 當 {\displaystyle (a_{1},a_{2},a_{3},\ldots ,a_{n})} 是 {\displaystyle (1,2,3,\dots ,n)} 的奇排列 |
| {\displaystyle \varepsilon _{a_{1}a_{2}a_{3}\ldots a_{n}}={\begin{cases}+1\\-1\\0\end{cases}}} | 其餘情況，即任意兩個指標相等                                                                      |

又可使用求積符號 ∏ 表達為：
{\displaystyle {\begin{aligned}\varepsilon _{a_{1}a_{2}a_{3}\ldots a_{n}}&=\prod _{1\leq i<j\leq n}\operatorname {sgn}(a_{j}-a_{i})\\&=\operatorname {sgn}(a_{2}-a_{1})\operatorname {sgn}(a_{3}-a_{1})\dots \operatorname {sgn}(a_{n}-a_{1})\operatorname {sgn}(a_{3}-a_{2})\operatorname {sgn}(a_{4}-a_{2})\dots \operatorname {sgn}(a_{n}-a_{2})\dots \operatorname {sgn}(a_{n}-a_{n-1})\end{aligned}}}
其中的 sgn(x) 是符號函數，根據 x 的正負給出 +1 、 0 或 −1。該公式對對於任何 n 及任何指標排列都有效（當 n = 0 或 1 時，定義為空積 1）。
然而，計算以上公式的時間複雜度為 O(n2) ，而以不交循環排列的性質計算，則只需 O(n log(n)) 。
兩個列維-奇維塔符號的積，可以用一個以廣義克羅內克函數表示的行列式求得：
{\displaystyle \varepsilon _{ijk\dots }\varepsilon _{mnl\dots }={\begin{vmatrix}\delta _{im}&\delta _{in}&\delta _{il}&\dots \\\delta _{jm}&\delta _{jn}&\delta _{jl}&\dots \\\delta _{km}&\delta _{kn}&\delta _{kl}&\dots \\\vdots &\vdots &\vdots \\\end{vmatrix}}}

## 應用和範例

### 行列式
在线性代数中， 3×3 的方陣 A = (aij) ：
{\displaystyle A={\begin{pmatrix}a_{11}&a_{12}&a_{13}\\a_{21}&a_{22}&a_{23}\\a_{31}&a_{32}&a_{33}\end{pmatrix}}}，
其行列式可以寫為：
{\displaystyle \det(A)=\sum _{i,j,k=1}^{3}\varepsilon _{ijk}\,a_{1i}\,a_{2j}\,a_{3k}}，
類似地， n×n 矩陣 A = (aij) 的行列式可以寫為：
{\displaystyle \det(A)=\sum _{a_{1},a_{2},\cdots ,a_{n}=1}^{n}\varepsilon _{a_{1}a_{2}\cdots a_{n}}\,a_{1a_{1}}\,a_{2a_{2}}\,\cdots \,a_{na_{n}},}

### 向量的叉積
對於向量 a 與 b ，它們的叉積：
{\displaystyle {\boldsymbol {a}}\times {\boldsymbol {b}}={\begin{vmatrix}{\boldsymbol {e}}_{1}&{\boldsymbol {e}}_{2}&{\boldsymbol {e}}_{3}\\a_{1}&a_{2}&a_{3}\\b_{1}&b_{2}&b_{3}\\\end{vmatrix}}=\sum _{1\leq i,j,k\leq 3}\varepsilon _{ijk}\,a_{i}b_{j}\,{\boldsymbol {e}}_{k}}
對於向量 a 、 b 與 c ，它們的三重積：
{\displaystyle {\boldsymbol {a}}\cdot ({\boldsymbol {b}}\times {\boldsymbol {c}})={\begin{vmatrix}a_{1}&a_{2}&a_{3}\\b_{1}&b_{2}&b_{3}\\c_{1}&c_{2}&c_{3}\\\end{vmatrix}}=\sum _{1\leq i,j,k\leq 3}\varepsilon _{ijk}\,a_{i}b_{j}c_{k}}

## 性質
由列維-奇維塔符號給出（共變等級為n）張量在正交基礎中的組成部份，有時稱為“置換張量”。
根據普通的張量變換規則，列維-奇維塔符號在純旋轉下不變，與正交變換相關的所有座標系統（在定義上）相同。然而，列維-奇維塔符號是一種贗張量，因為在雅可比行列式−1的正交變換之下，例如，一個奇數維度的鏡射，如果它是一個張量，它“應該”有一個負號。由於它根本沒有改變，所以列維-奇維塔符號根據定義，是一個贗張量。
由於列維-奇維塔符號是贗張量，因此取叉積的結果是贗張量，而不是向量。
在一般座標變換下，置換張量的分量乘以变换矩阵的雅可比。這表示在與定義張量的座標系不同的座標系中，其組成部份與列維-奇維塔符號表示的那些，不同之處在於一整體因子。如果座標是正交的，則根據座標的方向是否相同，因子將為±1。
在無指標的張量符號中，列維-奇維塔符號被霍奇对偶的概念所取代。
在使用張量的指標符號來操作分量的上下文中，列維-奇維塔符號可以將其指標寫為下標或上標，而不改變意義，這也許是方便的如下寫成：
{\displaystyle \varepsilon ^{ij\dots k}=\varepsilon _{ij\dots k}.}
在這些例子中，上標應該被視為與下標相同。
使用愛因斯坦標記法可消除求和符號，其中兩個或多個項之間重複的指標表示該指標的求和。例如，
{\displaystyle \varepsilon _{ijk}\varepsilon ^{imn}\equiv \sum _{i=1,2,3}\varepsilon _{ijk}\varepsilon ^{imn}}.
以下的例子使用愛因斯坦標記法。

### 二維
在二維上，當所有{\displaystyle i}，{\displaystyle j}，{\displaystyle m}，{\displaystyle n}各取值1和2時，
| {\displaystyle \varepsilon _{ij}\varepsilon ^{mn}={\delta _{i}}^{m}{\delta _{j}}^{n}-{\delta _{i}}^{n}{\delta _{j}}^{m}} |  | 1 |

| {\displaystyle \varepsilon _{ij}\varepsilon ^{in}={\delta _{j}}^{n}} |  | 2 |

| {\displaystyle \varepsilon _{ij}\varepsilon ^{ij}=2.} |  | 3 |

### 三維

#### 指標和符號值
在三維中，當所有{\displaystyle i}，{\displaystyle j}，{\displaystyle k}，{\displaystyle m}，{\displaystyle n}各取值1,2和3時：
| {\displaystyle \varepsilon _{ijk}\varepsilon ^{imn}=\delta _{j}{}^{m}\delta _{k}{}^{n}-\delta _{j}{}^{n}\delta _{k}{}^{m}} |  | 4 |

| {\displaystyle \varepsilon _{jmn}\varepsilon ^{imn}=2{\delta _{j}}^{i}} |  | 5 |

| {\displaystyle \varepsilon _{ijk}\varepsilon ^{ijk}=6.} |  | 6 |

#### 乘積
列維-奇維塔符號與克罗内克函数有關。 在三維中，關係由以下等式給出（垂直線表示行列式）：
{\displaystyle {\begin{aligned}\varepsilon _{ijk}\varepsilon _{lmn}&={\begin{vmatrix}\delta _{il}&\delta _{im}&\delta _{in}\\\delta _{jl}&\delta _{jm}&\delta _{jn}\\\delta _{kl}&\delta _{km}&\delta _{kn}\\\end{vmatrix}}\\[6pt]&=\delta _{il}\left(\delta _{jm}\delta _{kn}-\delta _{jn}\delta _{km}\right)-\delta _{im}\left(\delta _{jl}\delta _{kn}-\delta _{jn}\delta _{kl}\right)+\delta _{in}\left(\delta _{jl}\delta _{km}-\delta _{jm}\delta _{kl}\right).\end{aligned}}}
這個結果的一個特例是(4):
{\displaystyle \sum _{i=1}^{3}\varepsilon _{ijk}\varepsilon _{imn}=\delta _{jm}\delta _{kn}-\delta _{jn}\delta _{km}}
有時候其被稱為“contracted epsilon identity”。
在愛因斯坦標記法中，{\displaystyle i}指標的重複表示對於{\displaystyle i}的求和。由此，上述結論可表記為：
{\displaystyle \varepsilon _{ijk}\varepsilon _{imn}=\delta _{jm}\delta _{kn}-\delta _{jn}\delta _{km}}
進一步可以知道：
{\displaystyle \sum _{i=1}^{3}\sum _{j=1}^{3}\varepsilon _{ijk}\varepsilon _{ijn}=2\delta _{kn}}

### n維

#### 指標和符號值
在n維中，當所有{\displaystyle i_{1},\ldots ,i_{n},j_{1},\ldots ,j_{n}}take values{\displaystyle 1,2,\ldots ,n}：
| {\displaystyle \varepsilon _{i_{1}\dots i_{n}}\varepsilon ^{j_{1}\dots j_{n}}=n!\delta _{[i_{1}}^{j_{1}}\dots \delta _{i_{n}]}^{j_{n}}=\delta _{i_{1}\dots i_{n}}^{j_{1}\dots j_{n}}} |  | 7 |

| {\displaystyle \varepsilon _{i_{1}\dots i_{k}~i_{k+1}\dots i_{n}}\varepsilon ^{i_{1}\dots i_{k}~j_{k+1}\dots j_{n}}=k!(n-k)!~\delta _{[i_{k+1}}^{j_{k+1}}\dots \delta _{i_{n}]}^{j_{n}}=k!~\delta _{i_{k+1}\dots i_{n}}^{j_{k+1}\dots j_{n}}} |  | 8 |

| {\displaystyle \varepsilon _{i_{1}\dots i_{n}}\varepsilon ^{i_{1}\dots i_{n}}=n!} |  | 9 |

驚嘆號({\displaystyle !})代表階乘，而{\displaystyle \delta _{\beta \ldots }^{\alpha \ldots }}是廣義克罗内克函数，對於任意n有屬性：
{\displaystyle \sum _{i,j,k,\dots =1}^{n}\varepsilon _{ijk\dots }\varepsilon _{ijk\dots }=n!}
從以下事實可得出：
- 每個排列是偶排列或奇排列，
- {\displaystyle (+1)^{2}=(-1)^{2}=1}，與
- 任何n-元素集合的排列數正好是{\displaystyle n!}。

#### 乘積
一般來說，對於n維，兩個列維-奇維塔符號的乘積可以寫成：
{\displaystyle \varepsilon _{i_{1}i_{2}\dots i_{n}}\varepsilon _{j_{1}j_{2}\dots j_{n}}={\begin{vmatrix}\delta _{i_{1}j_{1}}&\delta _{i_{1}j_{2}}&\dots &\delta _{i_{1}j_{n}}\\\delta _{i_{2}j_{1}}&\delta _{i_{2}j_{2}}&\dots &\delta _{i_{2}j_{n}}\\\vdots &\vdots &\ddots &\vdots \\\delta _{i_{n}j_{1}}&\delta _{i_{n}j_{2}}&\dots &\delta _{i_{n}j_{n}}\\\end{vmatrix}}}